# (96205) Ararat

96205 Ararat (1992 ST16) es un asteroide del cinturón principal de asteroides descubierto el 24 de septiembre de 1992 por Freimut Börngen y Lutz D. Schmadel en Tautenburg. Fue llamado como el Monte Ararat, el pico más alto de Turquía. El nombre fue propuesto por el primer descubridor.